# Polany (Gorc)
Polany – polana w Gorcach, znajdująca się na północno-wschodnich stokach Jaworzynki Gorcowskiej (Piorunowca). Jaworzynka Gorcowska to szczyt w bocznym grzbiecie odchodzącym od Pasma Gorca na południe do doliny Ochotnicy. Znajdują się na nim rozległe pastwiska i łąki, na mapie Geoportalu dokładnie opisane. W kolejności od dołu do góry są to: Hale Gorcowskie, Polany, Hale Podgorcowe i Gorc Gorcowski. W przewodnikach turystycznych i na mapach turystycznych ich nazewnictwo i lokalizacja są niepełne i niejasne. Polany są pomijane, nazwy Hale Gorcowskie lub Hale Podgorcowskie (Podgorcowe) używa się dla określenia obydwu tych hal łącznie, na mapie Compassu Hale Gorcowskie i Podgorcowe są zamienione miejscami.
Dawniej Polany były użytkowane przez mieszkańców miejscowości Ochotnica Dolna (przysiółek Gorcowe) w województwie małopolskim, w powiecie nowotarskim, w gminie Ochotnica Dolna. Stały na nich szałasy i stodółki, część stoków w nadających się do tego miejscach była koszona, pozostała część wypasana. W sezonie letnim tętniło tutaj życie pasterskie. Z powodów ekonomicznych koszenie ich i wypasanie w latach 70. XX wieku stało się nieopłacalne i zarastają lasem. Górna i dolna część już zarosła lasem, najlepiej zachowała się część środkowa, na której stoją dwa szałasy zamienione na domki letniskowe. Polany znajdują się poza obszarem Gorczańskiego Parku Narodowego.
Powyżej Polan na Halach Podgorcowych w sezonie letnim działa studencka baza namiotowa na Gorcu.

## Szlak turystyczny
Ochotnica Dolna – Jaworzynka Gorcowska – Hale Gorcowskie – Hale Podgorcowe – Gorc Gorcowski – Gorc. Odległość 7,3 km, suma podejść 640 m, suma zejść 40 m, czas przejścia 2:50 h, ↓ 1:40 h.

## Przypisy

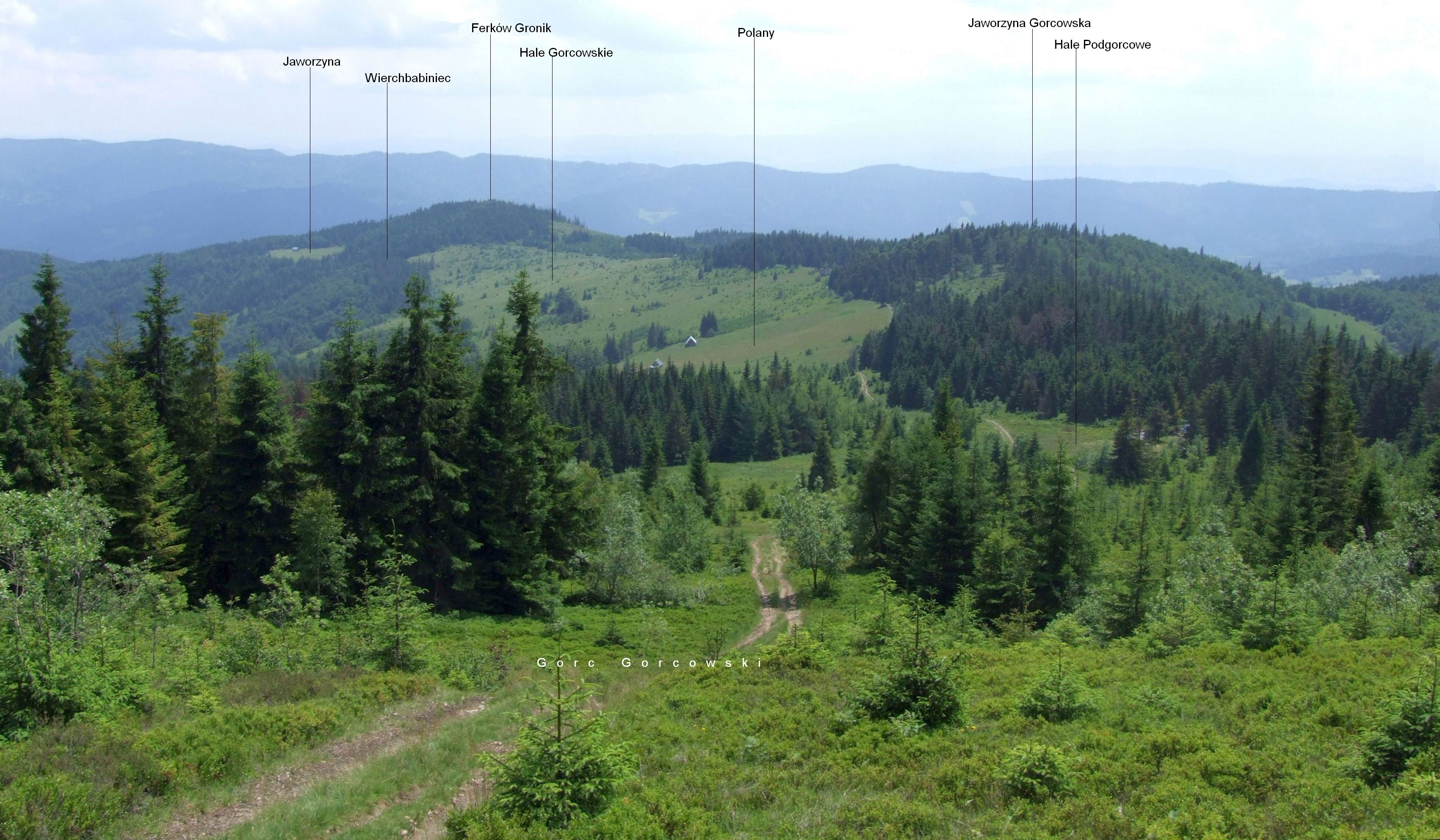
Widok z Gorca Gorcowskiego